# Нильсен, Кирстен
Кирстьен Мишель Нильсен (англ. Kirstjen Michele Nielsen; род. 14 мая 1972) — американский эксперт по кибернетической безопасности, министр внутренней безопасности США (2017—2019).

## Биография
Получила степень бакалавра наук на факультете дипломатии Джорджтаунского университета. В 1999 году окончила юридический факультет Виргинского университета. Будучи экспертом по кибербезопасности, работала в Центре кибернетической и внутренней безопасности при университете Джорджа Вашингтона и в Консультативном совете по глобальным рискам при Всемирном экономическом форуме.
Создала и возглавляла управления законодательной политики и по делам правительства в Администрации транспортной безопасности США.
В администрации Джорджа Буша-младшего занимала должность советника президента по предотвращению, подготовке и реагированию в Совете по внутренней безопасности Соединённых Штатов. По утверждению «Washington Post», 7 августа 2005 года Нильсен получила официальное предостережение Американского Красного Креста об угрозе катастрофического наводнения в Новом Орлеане вследствие урагана «Катрина» за двое суток до начала трагедии, но неэффективная реакция её ведомства стала в дальнейшем объектом критики.
Покинув администрацию Буша в 2008 году Нильсен основала компанию Sunesis Consulting. В онлайн-профиле компании она указана как единственный сотрудник, а номер телефона фирмы является личным мобильным телефоном Кирстен Нильсен.

### В администрации Дональда Трампа

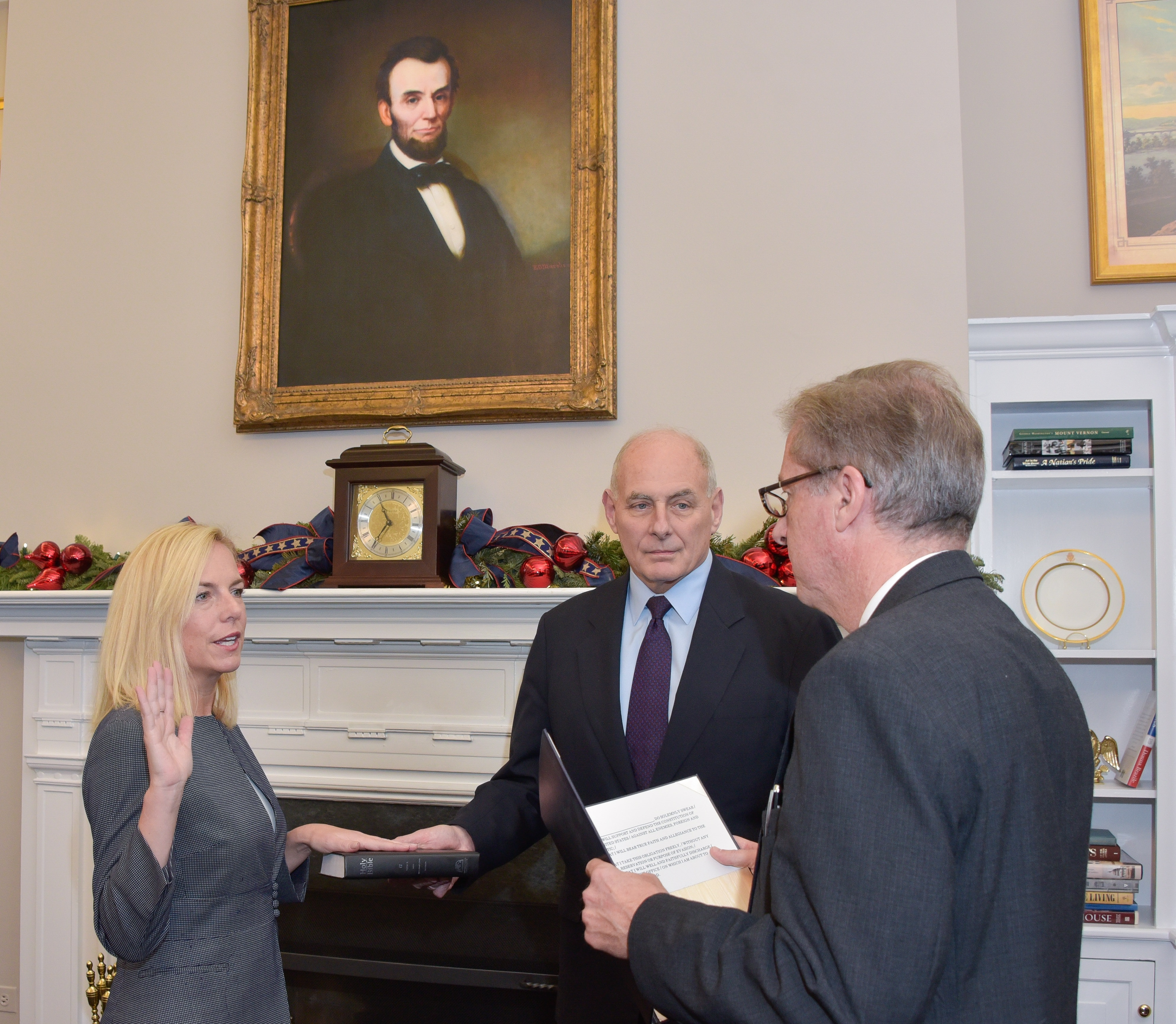

Глава аппарата министра внутренней безопасности США Джона Келли с 20 января 2017 года.
Первый заместитель главы аппарата Белого дома Джона Келли с 6 сентября 2017 года.
11 октября 2017 года президент Трамп предложил Кирстен Нильсен на должность министра внутренней безопасности США. 5 декабря была утверждена Сенатом 62 голосами против 37.
В июне 2018 года стала одним из основных действующих лиц скандала, вызванного ужесточением иммиграционной политики, когда аресты нелегальных иммигрантов пограничными патрулями привели к разделению семей — дети задержанных родителей оказывались без попечения взрослых родственников.
19 июля 2018 года в ходе Форума Аспенского института по безопасности заявила, что Россия определённо вмешивалась в американские президентские выборы 2016 года, но не с целью оказать содействие Дональду Трампу или вообще какой-либо из американских политических партий, а с целью дезорганизации политических процедур в США.
7 апреля 2019 года президент Трамп объявил в своём Твиттере об отставке Нильсен и назначении исполняющим обязанности министра внутренней безопасности комиссара Погранично-таможенной службы США Кевина Макалинана.